# Sonata
Sonata (iz italijanskega sonare, zveneti) je ciklična (večstavčna) instrumentalna glasbena oblika, ki jo izvajata eden ali dva solistična instrumenta. 
Izraz sonata izvorno dobesedno pomeni nasprotje kantati (italijansko cantare, péti), ki je vokalna kompozicija. Navadno jo sestavljajo v trije ali štirje samostojni stavki. 

## Razvoj sonate
Izraz sonata se je pojavil v 17. stoletju, ko se je začela osamosvajati instrumentalna glasba brez pevskih vložkov. Pred tem je bilo v navadi, da so instrumentalisti posegali kar po vokalnih skladbah, ki so bile pogosto označene z »da cantare o suonare« (namenjene petju ali igranju). Prvotno je sonata predstavljala vsako instrumentalno skladbo, neglede na svojo obliko. Z izjemo toccat, ki so bile namenjene instrumentom s tipkami, je bila s pojmom sonata poudarjena namenjenost instrumentom (v nasprotju s kantato). 
Sonata se je razvijala vzporedno z razvojem glasbil, predvsem klavirja. Eden najpomembnejših skladateljev sonat zgodnjega 18. stoletja je bil Domenico Scarlatti (1685-1757). Zložil je 545 klavirskih, večinoma enostavčnih sonat, v katerih je že čutiti duh klasicizma, zametke kontrastnih tem (npr. mirne in živahne) in s tem t. i. sonatne oblike. K razvoju sonatne oblike so doprinesli še njegovi sodobniki oziroma nasledniki, Francois Couperin, Jean Marie Leclair, Philippe Rameau, Philipp Emanuel Bach, Wilhelm Friedmann Bach, Jan Vaclav Stamic in drugi. Razvojno obdobje je privedlo do stopnje, na kateri se je ustalila večstavčna klasična sonata, ki je v prvem stavku vsebovala sonatno obliko (ekspozicija, izpeljava, repriza). Formalno štiristavčno zgradbo so v svoji osnovi poleg sonate vsebovale še: simfonija, godalni kvartet, trio, kvintet, sekstet, itd., po vzoru sonate pa je zgrajen tudi klasični koncert za solistične instrumente in orkester (vendar v treh stavkih). 
Sonato v osnovi sestavljajo štirje stavki:
1. Allegro - v sonatni obliki
2. Adagio - miren stavek, komponiran v trodelni pesemski obliki (ABA), kot variacije ali rondo (ABACABA)
3. Menuet - plesni značaj. Obdrži se do Beethovna, ki ga zamenja s scherzom
4. Finale (allegro) - živahen stavek, pri katerem oblika ni povsem utrjena; velikokrat kot rondo, lahko pa tudi sonatna oblika, tema z variacijami in redkeje fuga.

Pomembno vlogo pri oblikovanju sonate je odigral Joseph Haydn, pogosto imenovan tudi kot oče simfonije in godalnega kvarteta. Haydn se je veliki meri naslanjal na Philippa Emanuela Bacha in trditve o njegovem »izumu« glasbenih oblik so bržkone pretirane. Predvsem je izpopolnil in obdelal glasbene oblike, ki so se zrcalile v delih Bachovih sinov in nekaterih italijanskih mojstrov. V svojem obsežnem opusu je zapustil 104 simfonije, 77 godalnih kvartetov 38 klavirskih triov, 30 godalnih kvartetov, v vseh pa se seveda zrcali forma sonate. V simfoniji, sonati in godalnem kvartetu je obdržal štiristavčnost, sestavne dele sonatne oblike prvega stavka pa je razširil in organsko povezal. Haydnu sta se pridružila še preostala dva velikana klasicizma, Mozart in Beethoven, ki sta sonatno formo obvladovala v številnih sonatah, simfonijah in drugih delih. 
Sonata se je z obdobji spreminjala, tako po številu stavkov kot njihovi vsebini. Nenazadnje je 19. in 20. stoletje prineslo tudi enostavčne sonate, pri katerih pa gre le za shemo prvega sonatnega stavka. V nasprotnem primeru gre bolj za svobodo poimenovanja glasbene oblike kakor njen razvoj.